# The Willie Nelson Family
The Willie Nelson Family — спільний студійний альбом Віллі Нельсона, його синів Лукаса та Міки, його дочок Паули та Емі та його сестри Боббі Нельсон у супроводі Family Band, представлений 19 листопада 2021 року. На цій платівці можна почути переосмислення класики Нельсона та кавери на найбільш надихаючі пісні. Лукас Нельсон співає пісню «All Things Must Pass» і «Keep It on the Sunnyside», а Міка Нельсон — «Why Me».

## Реакція критиків
The Willie Nelson Family отримав позитивні відгуки музичних критиків. На агрегаторі Metacritic альбом отримав оцінку 69 із 100 на основі п'яти рецензій, що свідчить про «загалом схвальні відгуки».

## Список пісень
| #   | Назва                        | Автор                | Тривалість |
| --- | ---------------------------- | -------------------- | ---------- |
| 1.  | «Heaven and Hell»            | Віллі Нельсон        | 2:22       |
| 2.  | «Kneel at the Feet of Jesus» | Нельсон              | 2:29       |
| 3.  | «Laying My Burdens Down»     | Нельсон              | 1:48       |
| 4.  | «Family Bible»               | Нельсон              | 2:48       |
| 5.  | «In the Garden»              | Чарльз Остін Майлз   | 3:24       |
| 6.  | «All Things Must Pass»       | Джордж Гаррісон      | 3:36       |
| 7.  | «I Saw the Light»            | Генк Вільямс         | 1:52       |
| 8.  | «In God's Eyes»              | Нельсон              | 2:55       |
| 9.  | «Keep It on the Sunnyside»   | Елвін Плезент Картер | 2:54       |
| 10. | «I Thought About You, Lord»  | Нельсон              | 3:20       |
| 11. | «Too Sick to Pray»           | Нельсон              | 2:15       |
| 12. | «Why Me»                     | Кріс Крістоферсон    | 2:12       |

## Учасники
| Виконання - Біллі Інгліш — ударні - Пол Інгліш — перкусія - Емі Нельсон — бек-вокал - Боббі Нельсон — фортепіано - Лукас Нельсон — акустична гітара, вокал, бек-вокал - Міка Нельсон — акустична гітара, барабани, бас, вокал, бек-вокал - Паула Нельсон — бек-вокал - Віллі Нельсон — вокал, бек-вокал, акустична гітара - Міккі Рафаель — губна гармоніка - Кевін Сміт— бас | Продюсування - Стів Чеді — продюсування, запис, зведення - Шеннон Фіннеґан — координатор продюсування - Чарлі Крамскі — помічник інженера - Віллі Нельсон — продюсування - Джеррі Табб — мастеринг Інші учасники - Далтон Кемпбелл — фотограф - Френк Гаркінс — дизайнер - Крістофер Рей МакКанн — додатковий фотограф |